# Nationaal Park Ao Phang Nga

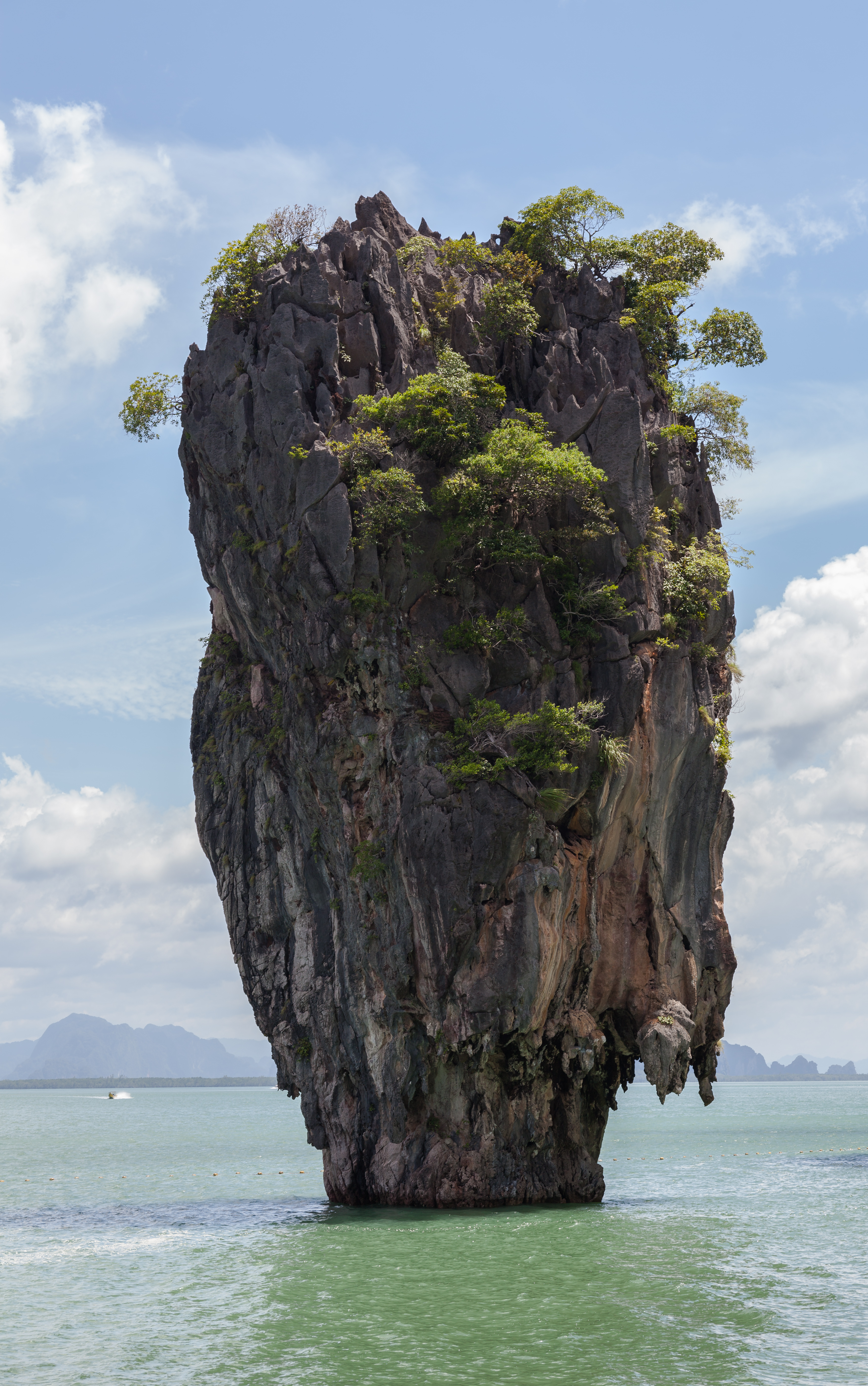
Ko Tapu

Het Nationaal Park Ao Phang Nga (Thai: อุทยานแห่งชาติอ่าวพังงา) is een nationaal park in de provincie Phang Nga in het zuiden van Thailand. Het park heeft een oppervlakte van 400 km² en bestaat voor een groot deel uit beboste eilanden en de Andamanzee. Deze zee omvat meer dan 42 eilanden met onder andere Maprow, Boi Yai, Rayaring, Phanak, Hong, Panyi en het eilandenpaar Khao Phing Kan. Dit eilandenpaar of het 20 meter hoge rotsblok Ko Tapu, wordt  vanaf 1974 ook wel James Bond-eiland genoemd, omdat het voorkwam in de James Bond-film The Man with the Golden Gun. De eilanden en het park zijn populair onder toeristen, zeker na de film, en lokken ruim 150.000 bezoekers per jaar.
. 

## Nationale parken in Thailand algemeen
In Thailand zijn ongeveer 120 nationale parken. Doel is het veiligstellen van de biodiversiteit, landschappelijke schoonheid, de bodemgeschiedenis en de cultuurhistorie voor het nageslacht en bij te dragen aan de ecologische stabiliteit. In de parken is wetenschappelijk onderzoek en recreatie mogelijk. In de praktijk is de bescherming niet goed geregeld. Er vindt veel landbouwkundige, recreatieve en andere ontwikkeling plaats in de parken op basis van aan particulieren verleende concessies. De verantwoordelijkheid voor de parken ligt bij het Departement voor Nationale Parken. Wildbeheer en Plantenbescherming.

## Geschiedenis van het park Ao Phang Nga
Het gebied rond de Phang Ngabaai staat al lange tijd bekend vanwege de natuurlijke schoonheid, vooral Ko Tabu, Ko Panyi, Tham Lot en Khao Phing Kan. Bijzonder aan het park zijn de met bossen begroeide rotsen die al geruime tijd een toeristische trekpleister vormen. Deze populariteit leidde tot de aanwijzing als een bospark in 1974, genaamd Sri Phang Nga Forest Park. Nadat de overheid het gebied in kaart had gebracht, kwam men tot het besef dat het de status van nationaal park verdiende. Het park Ao Phangnga werd in 1981 bij Koninklijk Besluit opgericht. Door deze aanwijzing werd een groot deel van het oorspronkelijke nog in Thailand aanwezige mangrovebos beschermd.

## Geologie en klimaat
De vorm van het park wordt sterk beïnvloed door een aantal geologische slenken die de basis vormen van de huidige baaien. De hogere gronden bestaan uit enorme kalkstenen blokken die een klassiek karstlandschap opleveren. De blokken vormen eilanden met steile kliffen. De hellingen van de Phang Ngabaai zijn bedekt met getijdesedimenten. De getijdengeulen meanderen sterk en eindigen in een stelsel van kreken.
Het klimaat is tropische met hoge temperaturen en veel regen. De gemiddelde jaarlijkse neerslag is 3.560,5 mm en gemiddeld regent het 189 dagen per jaar. De temperatuur schommelt tussen de 23 °C en 32 °C. De gemiddelde relatieve luchtvochtigheid is 83%.

## Flora en Fauna
In het park vinden we drie vegetatietypen. In de eerste plaats is er het mangrovebos. Afhankelijk van de ondergrond treffen we hier onder meer aan Rhizophora mucronata (in het Afrikaans Rooiwortelboom), Rhizophora apiculata, Xylocarpus granatum, Acrostichum aureum, Sonneratia ovata, Aegialites rotundifolia en Melaleuca leucadendron. In de tweede plaats zijn er verschillende typen verder landinwaarts gelegen bossen, met uiteenlopende ondergrond. In deze bossen voorkomende planten zijn onder meer Aporosa aurea, Cassia alata, Schima wallichii en Bruguira gymnorrhiza. Ten slotte is er de zoutwatervegetatie met zoutwaterplanten en algen, waaronder bruinwieren uit het geslacht Padina en groenwieren uit het geslacht Halimeda. 

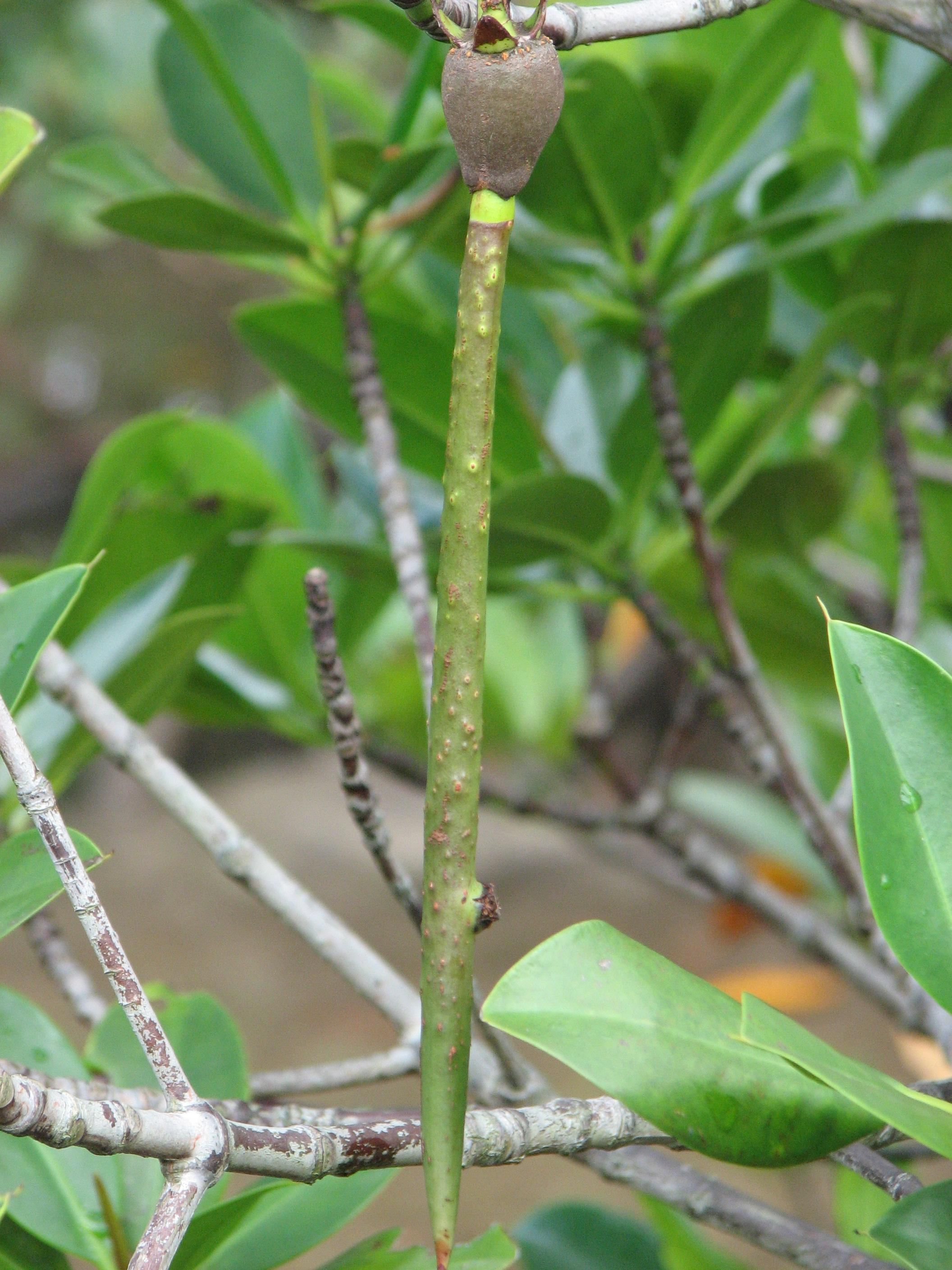
Rooiwortelboom

Landzoogdieren in het park zijn onder meer verscheidene soorten apen (makaken, Hoelmans en de Withandgibbon), en als zeezoogdieren vinden we verschillende dolfijnensoorten en de Indische bruinvis. Het park herbergt 120 vogelsoorten, waaronder vele soorten reigers, 26 soorten reptielen, zoals de slangensoort Pseudoxenodon macrops, vier soorten amfibieën, waaronder de kikkersoorten Rana cancrivora en Rana limnocharis, en meerdere vissoorten, waaronder talloze soorten koraalvissen.
Het zeegedeelte van het park is niet alleen rijk aan vissen, maar is ook bijzonder vanwege de hier voorkomende soorten garnalen, krabben, roggen, zoals Dasyatis bleekeri, haaien, zeekomkommers en koraal.

## Externe links

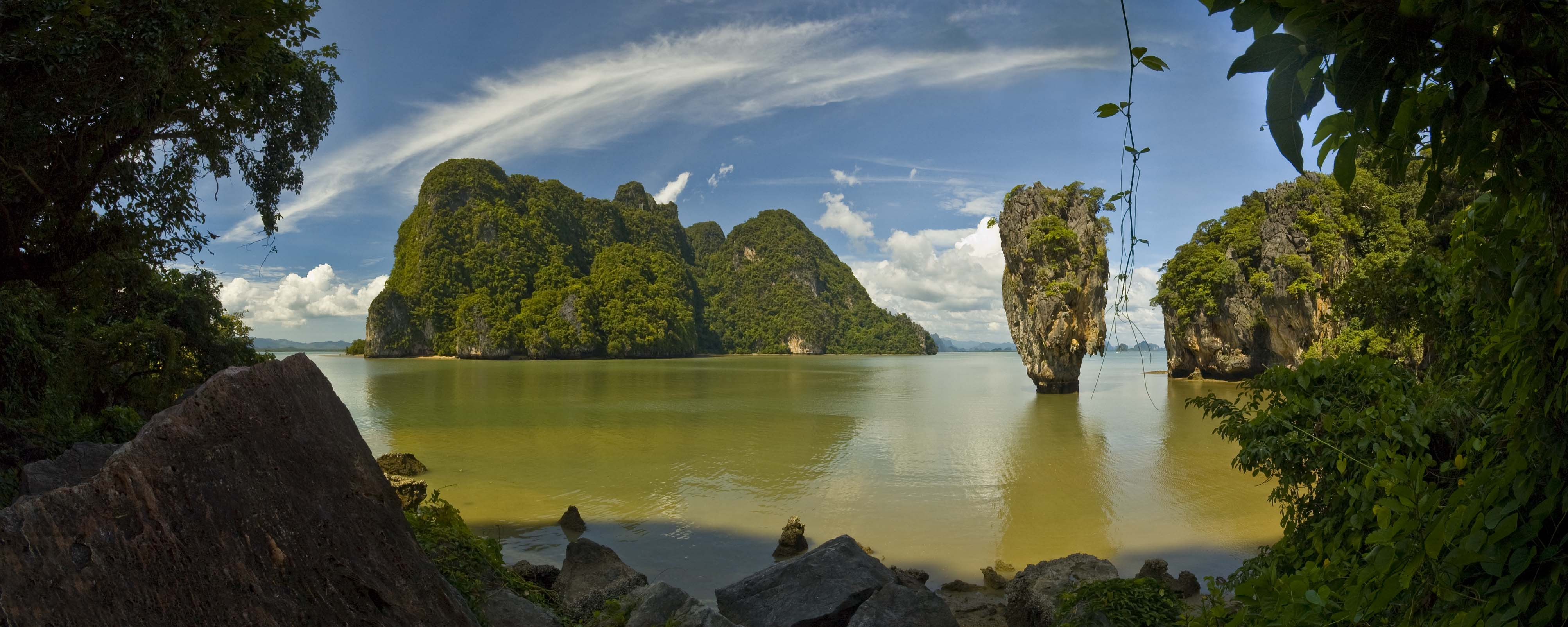
Enige eilanden in het nationaal park Ao Phang Nga